# Gloriana (banda)
Gloriana é uma banda norte-americana de música country. O grupo foi criado em 2008, originalmente formado pelos irmãos Tom Gossin e Mike Gossin (vocal guitarra), Rachel Reinert (vocal, pandeireta) e Cheyenne Kimball (vocal, bandolim). Em julho de 2011 a cantora Cheyenne Kimball deixou a banda, e Gloriana seguiu com os outros três integrantes.

## Discografia

### Álbuns de estúdio
- 2009 - Gloriana

### EP's
- 2009 - The Way It Goes

### Compactos
- 2009 - "Wild at Heart" (Gloriana)
- 2009 - "How Far Do You Wanna Go?" (Gloriana)